# Nyctiophylax abaya
Nyctiophylax abaya är en nattsländeart som beskrevs av Schmid 1958. Nyctiophylax abaya ingår i släktet Nyctiophylax och familjen fångstnätnattsländor. Inga underarter finns listade i Catalogue of Life.